# 男組
男組（おとこぐみ）原作為日本作家雁屋哲，由漫畫家池上遼一作畫。1974年－1979年於週刊少年Sunday連載，並由週刊出版社小學館集結成冊。
歸類於動作漫畫的該作品，因適逢日本中國武術熱潮，因此頗受青少年歡迎。尤其是認真討論中國武術的情節與人物描述，深深影響了後來的校園漫畫，後來也翻拍成電影及電視劇。另外，男大空也被視為其後續作品。
男組不只於日本出版，後來也於其他國家出版。例如台灣於1980年就由東立出版社以盜版方式出版，取名為「正義學園」，直至1993年才正式取得版權，以原名「男組」出版。